# Juan Francisco Bedregal
Juan Francisco Bedregal Bedregal (La Paz, 1883-Cochabamba, 1944) fue un profesor, jurista y escritor boliviano.

## Biografía
Nació en La Paz el 2 de abril de 1883. Se educó en instituciones jesuitas y en el seminario de su ciudad natal. Más tarde, se licenció en Letras, Derecho y Ciencias Sociales, y a partir de 1904 fue doctor en leyes. Siendo aún estudiante, fue elegido presidente de la liga universitaria y retuvo el cargo durante tres años consecutivos. De 1909 en adelante, impartió clases de Literatura en el Instituto Americano, de Derecho y Jurisprudencia en la Universidad Mayor de San Andrés, de Literatura en la Escuela Militar y también de Literatura en la Escuela Normal, de cuyo departamento llegó a ser director. Estuvo, asimismo, encargado de la distribución de propaganda patriótica. Tras ser elegido presidente de la asociación de bellas artes en 1913, consiguió la reelección tanto en 1914 como en 1915. Fue uno de los editores de la revista ilustrada Atlántida.

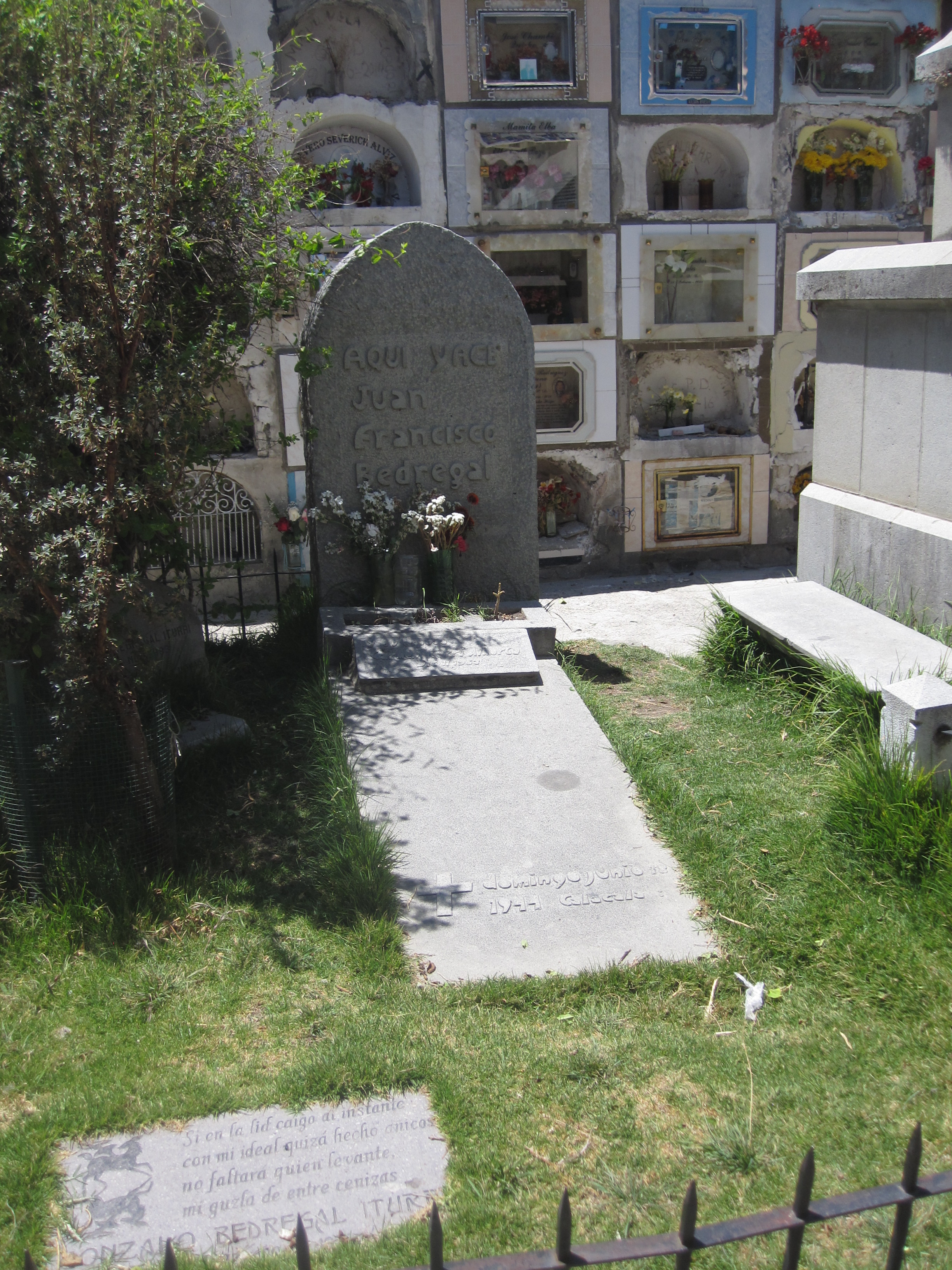
Tumba de Juan Francisco Bedregal en el cementerio General de La Paz

Bedregal fue rector de la Universidad Mayor de San Andrés entre 1930 y 1936, así como presidente de la Fundación Universitaria Patiño para la Cultura y director de la Academia Boliviana de la Lengua. Contrajo matrimonio con Carmen Iturri Alborta, con la que tuvo al menos cinco hijos. Una de ellos, Yolanda Bedregal, fue poeta y novelista. La producción poética le granjeó a Bedregal algunos premios en los Juegos Florales celebrados anualmente en La Paz. Además de composiciones en verso, escribió también ensayos y artículos de crítica literaria; entre sus títulos, se cuentan Don Quijote en La Paz, Figuras animadas y La máscara de estuco. Falleció en 1944 en la ciudad de Cochabamba.